# Bullet time
Bullet time (còn được gọi là thời gian đóng băng, thời gian chết, chuyển động dòng chảy hoặc lát cắt thời gian) là một hiệu ứng hình ảnh tạo ra cảm giác như thời gian đang trôi qua rất chậm, trong khi đối tượng được quay vẫn di chuyển bình thường. Hiệu ứng này được thực hiện bằng cách sử dụng nhiều máy quay đặt xung quanh đối tượng, mỗi máy quay chụp một bức ảnh tại một thời điểm khác nhau. Sau đó, các bức ảnh này được kết hợp lại để tạo ra một video chuyển động chậm.
Hiệu ứng bullet time lần đầu tiên được sử dụng trong bộ phim Ma trận năm 1999. Nó đã trở nên phổ biến trong văn hóa đại chúng và được sử dụng trong nhiều bộ phim, trò chơi điện tử và quảng cáo.

## Lịch sử

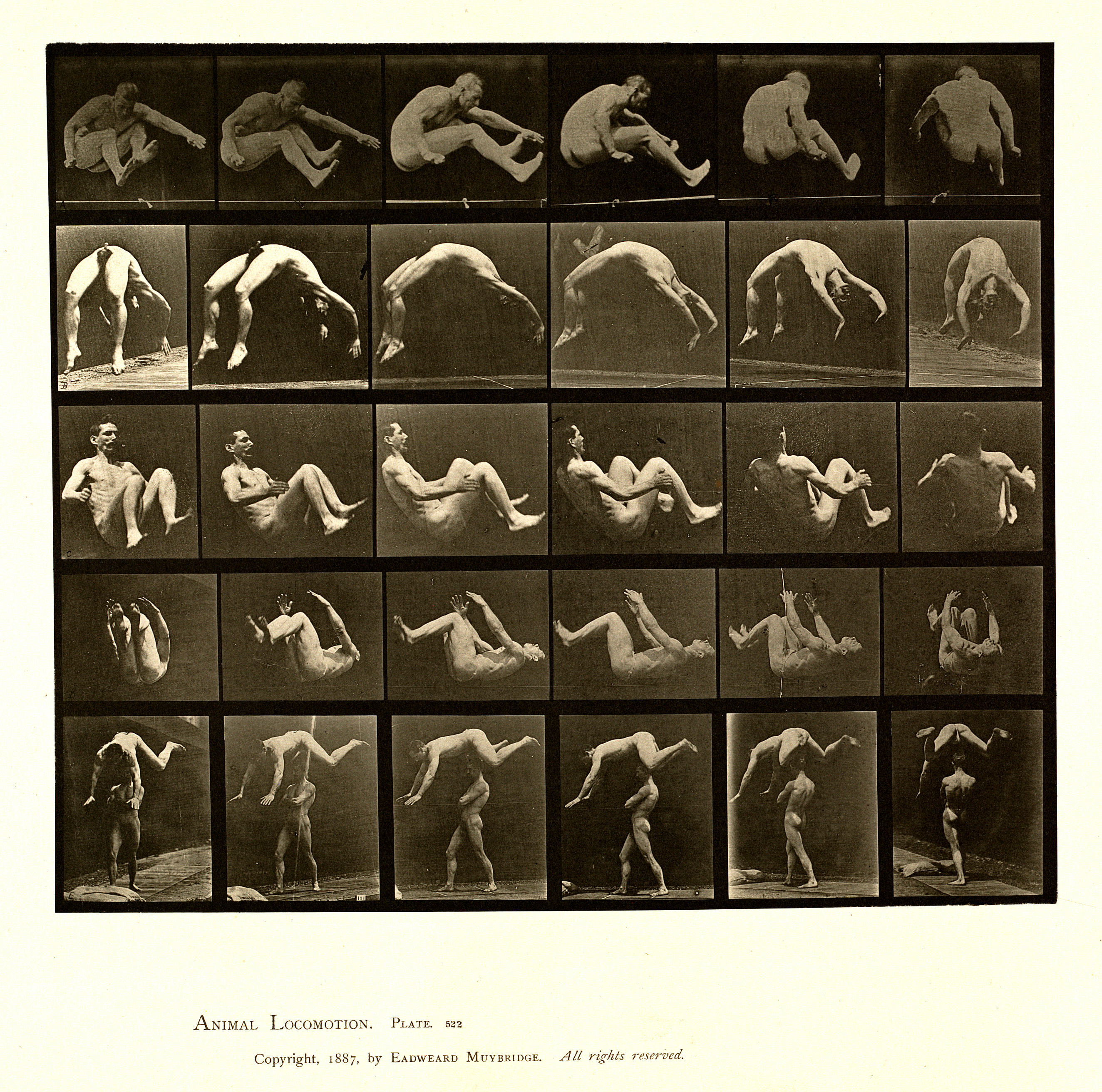
Muybridge Animal Locomotion (1887) Plate 522. A 97, nhảy; B 98, lộn tay; C 98, lộn nhào; D 99, lộn nhào; E 99, nhảy qua lưng người.

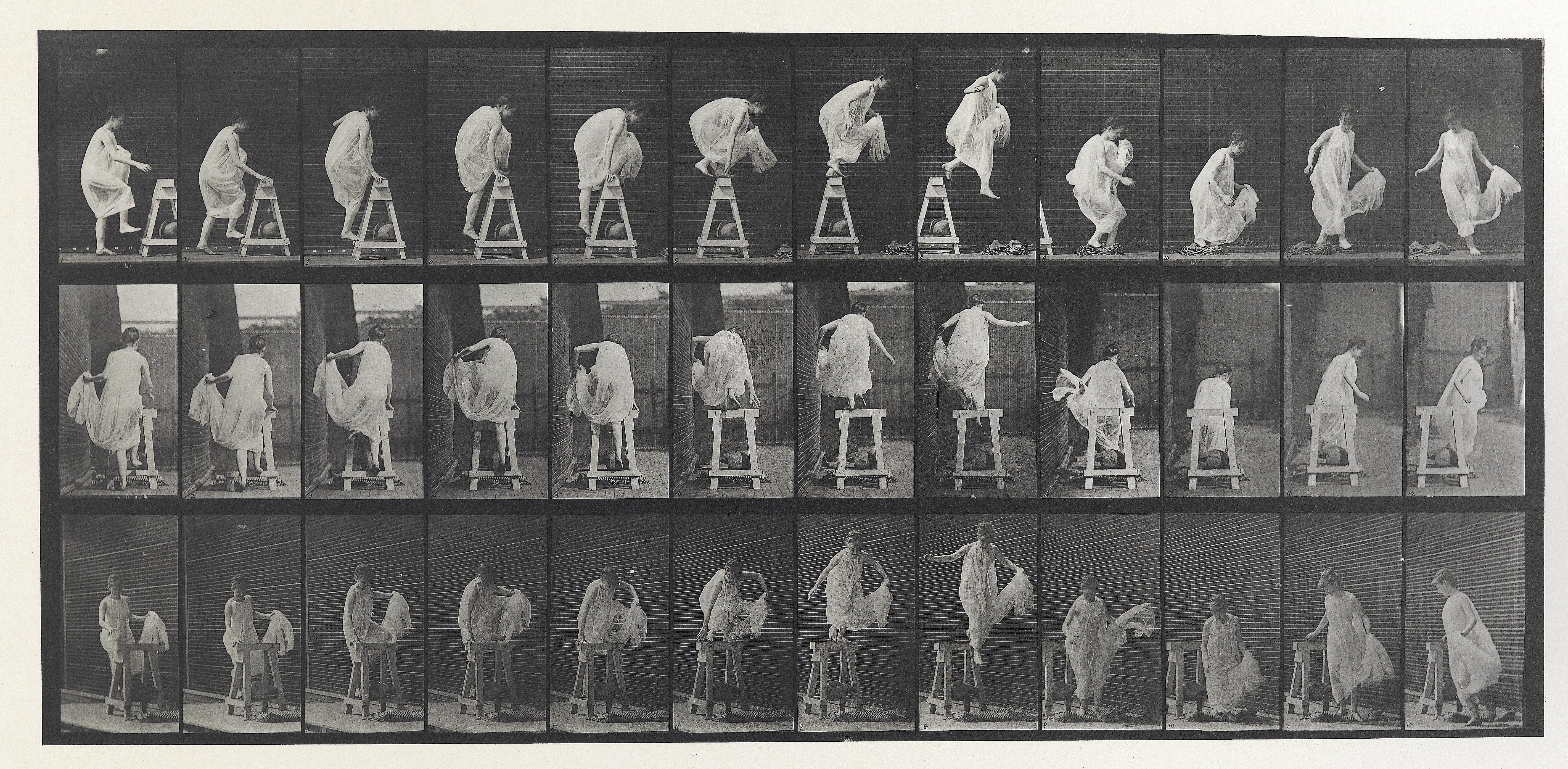
Tấm 172 trong bộ sách "Animal Locomotion" của Eadweard Muybridge. Người mẫu 12. Bước lên cầu tàu; nhảy xuống, quay người.

Kỹ thuật sử dụng một nhóm máy ảnh tĩnh để đóng băng chuyển động đã xuất hiện trước khi phát minh ra điện ảnh, với công trình tiên phong của Eadweard Muybridge về nhiếp ảnh chuyển động (chronophotography). Trong cuốn sách The Horse in Motion (1878), Muybridge đã phân tích chuyển động của một con ngựa phi nước đại bằng cách sử dụng một hàng máy ảnh để chụp ảnh con vật khi nó chạy ngang qua. Eadweard Muybridge đã sử dụng các máy ảnh tĩnh đặt dọc theo đường đua ngựa, mỗi máy ảnh được kích hoạt bởi một sợi dây căng ngang qua đường đua. Khi con ngựa phi nước đại qua, màn trập của máy ảnh sẽ nháy và chụp một khung hình tại một thời điểm. Sau đó, Muybridge đã lắp ráp các bức ảnh này thành một hình ảnh động thô sơ bằng cách vẽ chúng lên một đĩa kính xoay trong một loại đèn lồng ma thuật có màn trập nhấp nháy. Chiếc zoopraxiscope này có thể đã truyền cảm hứng cho Thomas Edison khám phá ý tưởng về phim điện ảnh.
Từ năm 1878 đến 1879, Eadweard Muybridge đã thực hiện hàng chục nghiên cứu về sự biến dạng phối cảnh của ngựa và các vận động viên bằng cách sử dụng năm máy ảnh để chụp cùng một khoảnh khắc từ các vị trí khác nhau. Trong các nghiên cứu của mình với Đại học Pennsylvania, được xuất bản dưới tên Animal Locomotion (1887), Eadweard Muybridge đã chụp ảnh chuyển động của động vật từ sáu góc độ cùng một thời điểm, cũng như một loạt 12 giai đoạn từ ba góc độ.
Chúng ta cũng có thể ghi nhận công lao của giáo sư Harold Edgerton thuộc Đại học MIT, người đã chụp những bức ảnh now-iconic về đạn bay trong những năm 1940 bằng cách sử dụng đèn nháy xenon để "đóng băng" chuyển động.
Hiệu ứng bullet time đã được phát triển thường xuyên trong phim hoạt hình cel. Một trong những ví dụ sớm nhất là cảnh quay ở cuối phần giới thiệu của bộ phim hoạt hình Nhật Bản Speed Racer năm 1966: khi Speed nhảy khỏi Mach Five, anh ấy đóng băng giữa không trung, và sau đó "máy quay" quay một vòng từ trước ra sau, cho thấy Speed từ mọi góc độ. 
Năm 1980, Tim Macmillan bắt đầu sản xuất các bộ phim và video tiên phong trong lĩnh vực này khi theo học cử nhân tại Trường Nghệ thuật Bath (lúc đó có tên là Bath Academy of Art). Ông sử dụng phim 16mm được sắp xếp thành một vòng tròn tiến triển của các máy ảnh lỗ kim. Đây là phiên bản đầu tiên của "Time-Slice' Motion-Picture Array Cameras" mà ông phát triển vào đầu những năm 1990 khi máy ảnh tĩnh cho mảng có khả năng chụp ảnh chất lượng cao cho phát sóng và ứng dụng điện ảnh trở nên phổ biến. Năm 1997, ông thành lập Time-Slice Films Ltd. (Vương quốc Anh). Ông ấy đã sử dụng phương pháp này trong công việc nghệ thuật của mình thông qua một dự án video mang tên Dead Horse. Đây là một cách châm biếm tham chiếu đến Muybridge. Tác phẩm đã được trưng bày tại London Electronic Arts Gallery vào năm 1998 và đã được đề cử cho Giải thưởng Citibank về nhiếp ảnh vào năm 2000.
“Midnight Mover”, một video của Accept phát hành năm 1985, là một trong những người tiên phong của kỹ thuật bullet-time. Trong video này, Zbigniew Rybczynski - một đạo diễn hiệu ứng đặc biệt đã từng đoạt giải Oscar, đã trang bị mười ba máy quay phim 16mm lên một khung giá đỡ hình lục giác được thiết kế đặc biệt để bao quanh các nghệ sĩ biểu diễn. Các cảnh quay thu được đã được chỉnh sửa cẩn thận để tạo ra cảm giác như các thành viên của ban nhạc đang quay tròn tại chỗ mà vẫn di chuyển theo thời gian thực. Trong thập kỷ 1990, một biến thể của kỹ thuật time-slicing dựa trên morphing  đã được sử dụng bởi đạo diễn Michel Gondry và công ty hiệu ứng hình ảnh BUF Compagnie trong video âm nhạc “Like A Rolling Stone” của The Rolling Stones. Trong một quảng cáo Smirnoff năm 1996, hiệu ứng này đã được sử dụng để mô phỏng cảnh né đạn chậm. Hiệu ứng time-slice tương tự cũng đã xuất hiện trong các quảng cáo cho The Gap (được đạo diễn bởi M. Rolston và sản xuất bởi BUF), cũng như trong các bộ phim như Lost in Space (1998) Buffalo '66 (1998) và chương trình truyền hình The Human Body.
Các cảnh hành động trong phim truyện thường được thể hiện bằng cảnh quay chuyển động chậm, chẳng hạn như các cảnh đấu súng trong phim The Wild Bunch (đạo diễn Sam Peckinpah) và các bộ phim đổ máu anh hùng của John Woo. Sau đó, bộ phim Blade năm 1998 đã có một cảnh sử dụng đạn được tạo bằng máy tính và cảnh quay chuyển động chậm để thể hiện khả năng né đạn siêu phàm của các nhân vật. Bộ phim The Matrix năm 1999 đã kết hợp các yếu tố này (cảnh hành động đấu súng, né đạn siêu phàm và hiệu ứng cắt thời gian), khiến cả kỹ thuật và thuật ngữ "bullet-time" trở nên phổ biến. Phiên bản hiệu ứng này của The Matrix được tạo ra bởi John Gaeta và Manex Visual Effects. Các dàn máy ảnh tĩnh được thiết lập theo các mô hình được xác định bởi mô phỏng máy tính. Sau đó, chúng được chụp đồng thời (tạo ra hiệu ứng tương tự như các cảnh cắt thời gian trước đó) hoặc theo trình tự (thêm yếu tố thời gian vào hiệu ứng). Các hiệu ứng nội suy, ghép kỹ thuật số và cảnh quan "ảo" do máy tính tạo ra đã được sử dụng để cải thiện tính trôi chảy của chuyển động máy ảnh rõ ràng. 
Sau thành công của bộ phim The Matrix, hiệu ứng bullet time và các hiệu ứng chuyển động chậm khác đã được sử dụng rộng rãi trong các trò chơi video. Trong khi một số trò chơi như Requiem: Avenging Angel của Cyclone Studios, được phát hành vào tháng 3 năm 1999, có các hiệu ứng chuyển động chậm, thì trò chơi video Max Payne năm 2001 của Remedy Entertainment được coi là trò chơi đầu tiên thực sự triển khai hiệu ứng bullet-time, cho phép người chơi có thêm khả năng kiểm soát hạn chế (như ngắm và bắn) trong thời gian chuyển động chậm; cơ chế này được gọi rõ ràng là "Bullet Time" trong trò chơi. Cơ chế này cũng được sử dụng rộng rãi trong sê-ri F.E.A.R., kết hợp nó với thiết kế kẻ thù theo nhóm khuyến khích người chơi sử dụng bullet time để tránh bị áp đảo.
Bullet time được sử dụng lần đầu tiên trong môi trường nhạc sống vào tháng 10 năm 2009, trong DVD trực tiếp Creed Live của ban nhạc Creed. Chương trình truyền hình khoa học phổ biến Time Warp đã sử dụng các kỹ thuật camera tốc độ cao để kiểm tra các hiện tượng hàng ngày và tài năng đặc biệt, chẳng hạn như kính vỡ, quỹ đạo của đạn và hiệu ứng va chạm của chúng.